# Uruburetama
Uruburetama là một đô thị thuộc bang Ceará, Brasil. Đô thị này có diện tích 97,1 km², dân số năm 2007 là 19206 người, mật độ 197,78 người/km².